# Domino Records
Domino Recording Company, também conhecida como Domino Records é uma gravadora independente sediada em Londres, Inglaterra. Atualmente também possui uma filial americana para lançamentos nos EUA.
Entre os artistas que representa estão Arctic Monkeys, Franz Ferdinand, Pavement, Stephen Malkmus, Teenage Fanclub, Animal Collective e The Kills.